# تاکاشی میکه

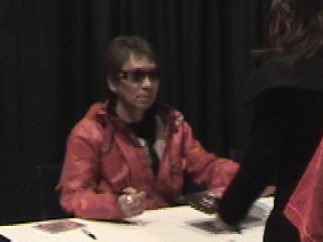
تاکاشی میکه

تاکاشی میکه (به ژاپنی: 三池 崇史، به انگلیسی: Takashi Miike؛ زادهٔ ۲۴ اوت ۱۹۶۰) فیلمساز پرکار و جنجال‌برانگیز ژاپنی است. میکه سربازان سفینه را فیلم مورد علاقه‌اش می‌داند و همین‌طور کارگردان‌هایی مثل آکیرا کوروساوا، هیدئو گوشا، دیوید لینچ، دیوید کراننبرگ و پل ورهوفن را تحسین می‌کند. او از آغاز کارش در سال ۱۹۹۱ تا به حال بیش از صد فیلم سینمایی، تلویزیونی و ویدئو ساخته‌است. وی در سال‌های ۲۰۰۱ و ۲۰۰۲ به تنهایی ۱۵ کار را کارگردانی کرد.

## زندگی‌نامه
میکه در شهر یائو در استان اوساکا در محله‌ای که طبقه کارگر و مهاجران در آن سکونت داشتند، به دنیا آمد. پدرش جوشکار بود و مادرش خیاط. با وجود اینکه خودش ادعا می‌کند که به ندرت سر کلاس‌هایش حاضر شده، از مدرسه فنی رسانه‌ای یوکوهاما زیر نظر کارگردان مشهور شوهئی ایمامورا رئیس و مؤسس این بنیاد فارغ‌التحصیل شد.

## بخشی از فیلم‌ها
- بادیگارد کیبا (۱۹۹۳)
- جامعه تثلیث شینجوکو (۱۹۹۵)
- فودوئو: نسل جدید (۱۹۹۶)
- اوباش جوان: خون بی‌گناه (۱۹۹۷)
- سگ بارانی (۱۹۹۷)
- یاکوزای تمام‌فلزی (۱۹۹۷)
- مردمان پرنده در چین (۱۹۹۸)
- اندرومدیا (۱۹۹۸)
- سازدهنی بلوز (۱۹۹۸)
- اوباش نوجوان: نوستالژی (۱۹۹۸)
- خطوط رابط جادویی (۱۹۹۹)
- سیلور (۱۹۹۹)
- آزمون بازیگری (۱۹۹۹)
- مرده یا زنده (۱۹۹۹)
- کینتاروی حقوق‌بگیر (۱۹۹۹)
- شهر ارواح گمشده (۲۰۰۰)
- مردانی از بهشت (۲۰۰۰)
- مرده یا زنده ۲: پرندگان (۲۰۰۰)
- خانواده (۲۰۰۱)
- خانواده ۲ (۲۰۰۱)
- ویزیتور کیو (۲۰۰۱)
- ایچی قاتل (۲۰۰۱)
- آشوبگر (۲۰۰۱)
- خوشبختی کاتاکوری‌ها (۲۰۰۱)
- مرده یا زنده: پایانی (۲۰۰۲)
- داستان‌های کوماموتو (۲۰۰۲)
- گورستان شرافت (۲۰۰۲)
- سابو (۲۰۰۲)
- شانگری-لا (۲۰۰۲)
- مرد سفیدپوش (۲۰۰۳)
- تئاتر وحشت یاکوزا: سر گاو (۲۰۰۳)
- یک تماس ازدست‌رفته (۲۰۰۳)
- عفریت یاکوزا (۲۰۰۳)
- ایزو (۲۰۰۴)
- زبرامن (۲۰۰۴)
- سه... بی‌نهایت (۲۰۰۴)
- برکه شیاطین (۲۰۰۵)
- جنگ بزرگ یوکای (۲۰۰۵)
- عشق ۴٫۶ میلیارد ساله (۲۰۰۶)
- وارو (۲۰۰۶)
- آفتاب‌سوخته (۲۰۰۶)
- مثل یک اژدها (۲۰۰۷)
- کلاغ‌ها: قسمت صفر (۲۰۰۷)
- داستان کارآگاهی (۲۰۰۷)
- معمای خدا (۲۰۰۸)
- یاترمن (۲۰۰۹)
- زبرامن ۲: حمله به شهر زبرا (۲۰۱۰)
- سیزده آدمکش (۲۰۱۰)
- هاراکیری: مرگ یک سامورایی (۲۰۱۱)
- بچه‌های نینجا!!! (۲۰۱۱)
- وکیل‌مدافع تک (۲۰۱۲)
- محض عشق (۲۰۱۲)
- کتاب مقدس شیطان (۲۰۱۲)
- سپر پوشالی (۲۰۱۳)
- آهنگ جاسوس: مأمور مخفی ریجی (۲۰۱۴)
- بر سر جنازه‌ات (۲۰۱۴)
- هر طور خدایان بخواهند (۲۰۱۴)
- شیر ایستاده در باد (۲۰۱۵)
- آخرالزمان یاکوزا (۲۰۱۵)
- ترا فورمارس (۲۰۱۶)
- آهنگ جاسوس: کاپریس هنگ کنگی (۲۰۱۶)
- تیغه جاودانه (۲۰۱۷)
- جادوگر لاپلاس (۲۰۱۸)
- عشق اول (۲۰۱۹)
- جنگ بزرگ یوکای: نگهبانان (۲۰۲۱)
- آهنگ جاسوس: نهایی (۲۰۲۱)
- هیولای چوب‌بر (۲۰۲۳)